# Sázava, Žďár nad Sázavou
Sázava là một làng thuộc huyện Žďár nad Sázavou, vùng Vysočina, Cộng hòa Séc.